# Jan van den Hecke
Jan van den Hecke talvolta indicato come Jan van den Hecke il Vecchio (Kwaremont, 1620 – Anversa, 1684) è stato un pittore, incisore e disegnatore fiammingo noto per le sue nature morte, per i suoi paesaggi e per le scene di battaglia.

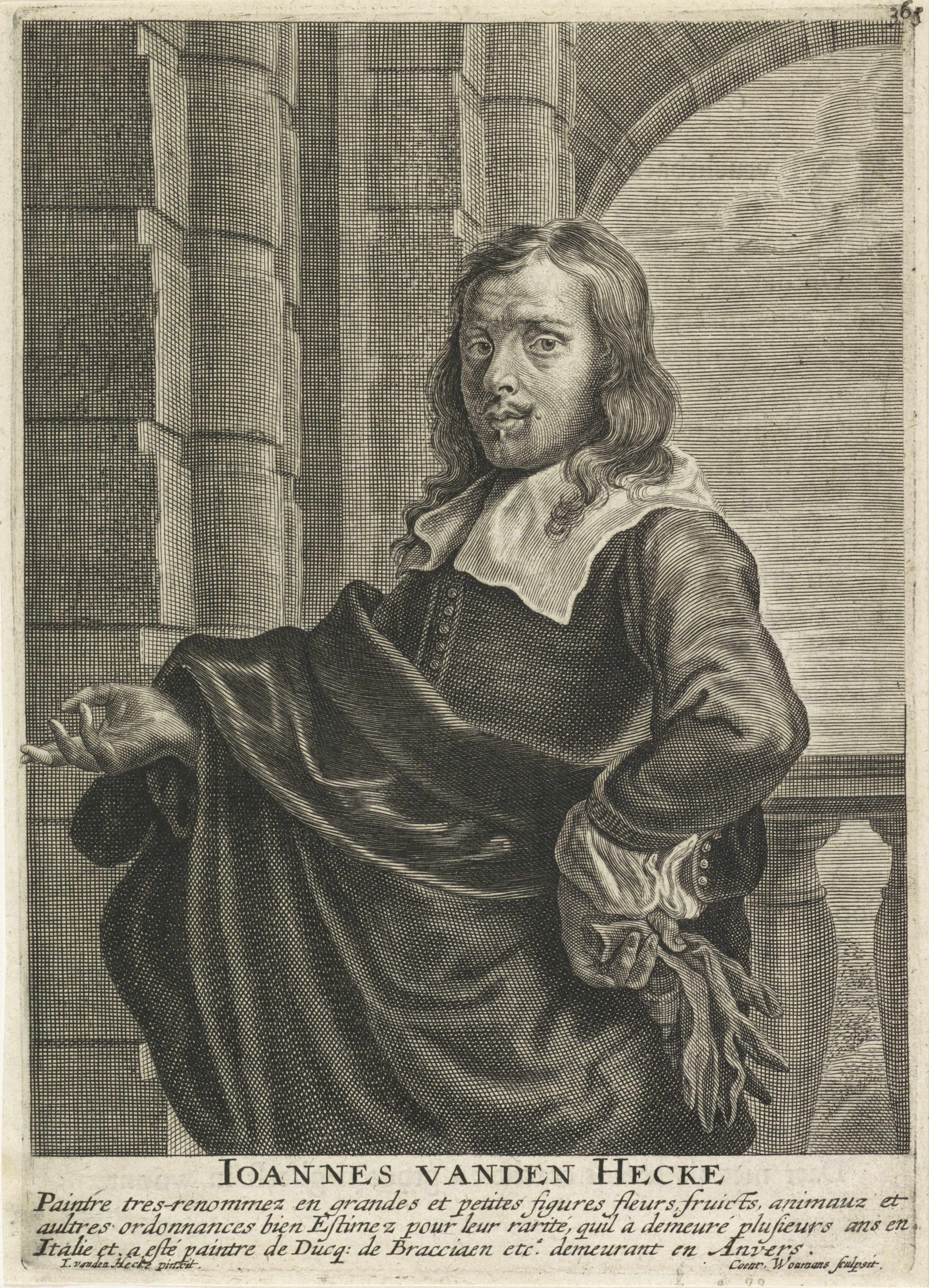
Ritratto di Jan van den Hecke

Dopo un apprendistato ad Anversa, fu per un certo periodo a Roma dove ebbe diversi mecenati. Dopo il ritorno nelle Fiandre lavorò per un po' a Bruxelles, e realizzò un dipinto, ancora esistente, per l'arciduca Leopoldo Guglielmo d'Austria, allora governatore austriaco dei Paesi Bassi spagnoli, prima di tornare ad Anversa.

## Biografia
Nato a circa 10 km da Oudenaarde, nell'est delle Fiandre, venne registrato come apprendista nella Corporazione di San Luca ad Anversa nel 1636. Fu allievo di Abraham Hack, che fu anche il maestro di Hieronymus Galle specializzato in pittura di fiori. Divenne maestro negli anni 1641-1642.

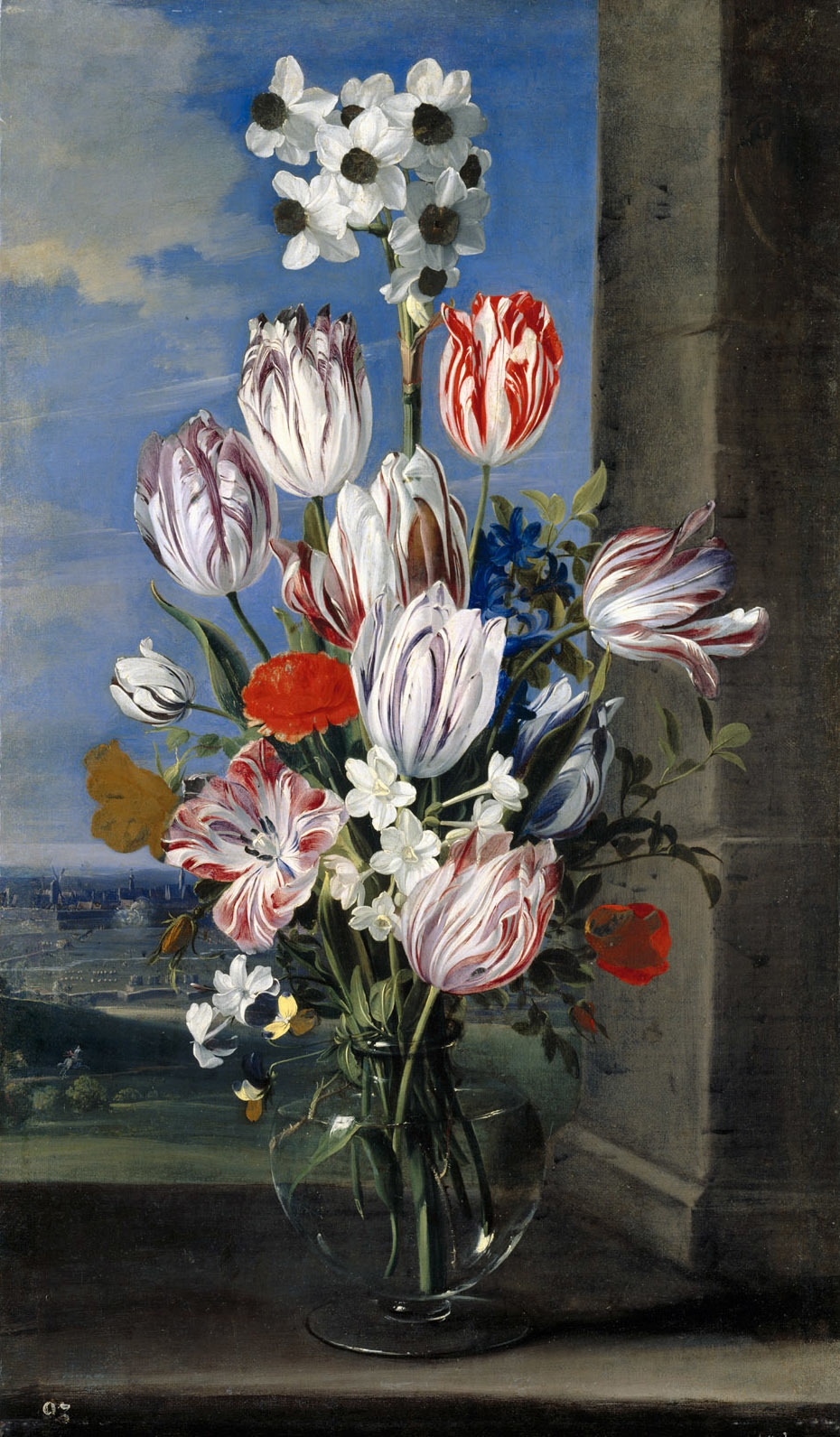
Fiori in un vaso con l'assedio di Gravelingen

Si recò in Italia e fu a Roma ma in che periodo non è chiaro. Tra le date proposte quelle tra il 1644 e il 1659 e tra il 1653 e il 1658. Mentre si trovava a Roma godette del patronato di Paolo Giordano II Orsini, duca di Bracciano. Potrebbe anche aver viaggiato in Francia negli anni 1650.
Fu a Bruxelles intorno alla metà degli anni 1650. Durante il soggiorno potrebbe aver lavorato per l'arciduca Leopoldo Guglielmo d'Austria, governatore austriaco dei Paesi Bassi spagnoli che risiedeva a Bruxelles ed era un grande collezionista d'arte. Un certo numero di nature morte di van Hecke si trovano nella collezione dell'Arciduca nel Kunsthistorisches Museum di Vienna. L'arciduca Leopoldo Guglielmo dovette aver particolarmente apprezzato i suoi dipinti con fiori, poiché tutti i dipinti di Hecke da lui posseduti erano vasi o ghirlande di fiori. Dopo il soggiorno a Bruxelles tornò ad Anversa nel 1657.
Nel 1660 sposò Maria Adriana Heyens dalla quale ebbe tra figli. Suo figlio, noto come Jan van den Hecke il Giovane, nacque nel 1661 e divenne un noto pittore di fiori e nature morte.
I suoi due allievi noti furono Peeter van der Elstraeten (1657-60) e Peeter de Clerc (1672-73).

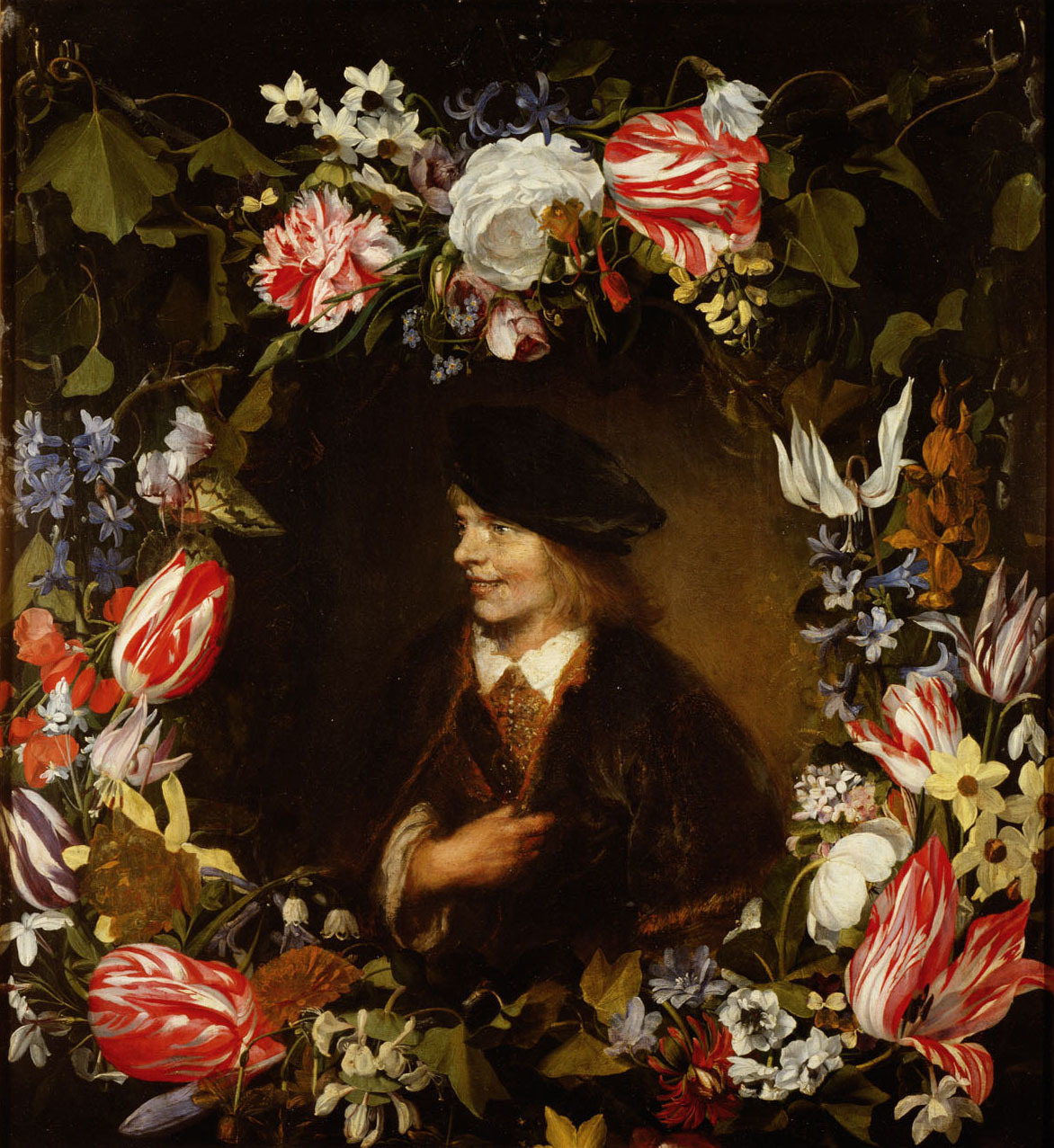
Ritratto di un giovane uomo in una ghirlanda di fiori.

Morì ad Anversa nel 1684.

## Opere

### In genere
Jan van den Hecke fu un artista versatile dipingendo ogni genere e utilizzando diverse tecniche. Realizzò nature morte di fiori, frutta e selvaggina, dipinti di animali, paesaggi, scene di genere, scene militari e dipinti allegorici.

### Nature morte
Aveva grande talento nel dipingere i fiori. Come fatto da altri artisti della sua generazione come Jan Bruegel il Giovane e Philips de Marlier, alcuni dei dipinti floreali di van den Hecke erano dedicati a una singola varietà di fiori: tulipani e violaciocche. Alcune delle sue nature morte floreali come Fiori in vaso con l'assedio di Gravelingen (Kunsthistorisches Museum), hanno sullo sfondo un paesaggio o una scena di battaglia, due generi in cui van Hecke eccelse.

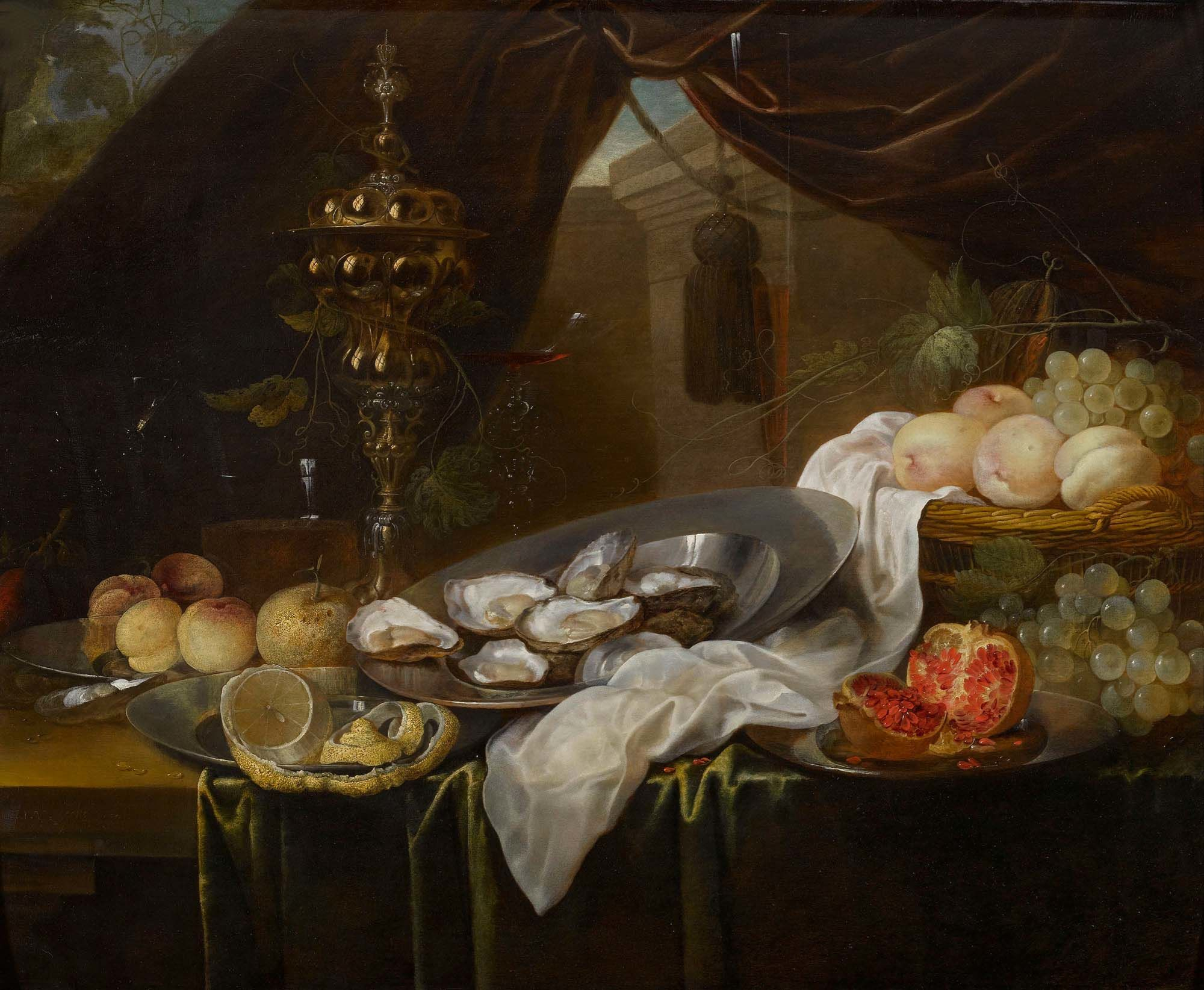
Natura morta con coppa dorata, vetro artistico veneziano, frutta e ostriche

Realizzò un certo numero di opere in un genere tipicamente fiammingo, che viene chiamato "pittura ghirlanda". I dipinti di ghirlanda sono uno speciale tipo di natura morta sviluppata all'inizio del XVII secolo da Jan Bruegel il Vecchio su richiesta del cardinale italiano Federico Borromeo.  Altri artisti che adottarono questo genere, ai suoi inizi, furono Hendrick van Balen, Andries Daniels, Peter Paul Rubens e Daniel Seghers. I dipinti di ghirlande mostrano tipicamente una ghirlanda di fiori attorno a un'immagine o a un ritratto devozionale. Il genere era inizialmente collegato all'immagine visiva del movimento della Controriforma. Fu ulteriormente ispirato dal culto della venerazione e della devozione a Maria, prevalente presso la corte degli Asburgo (cioè i governanti dei Paesi Bassi meridionali) e ad Anversa. I dipinti di ghirlande mostravano tipicamente una ghirlanda di fiori attorno a un'immagine devozionale, a un ritratto o ad altri simboli religiosi come l'ostia consacrata.

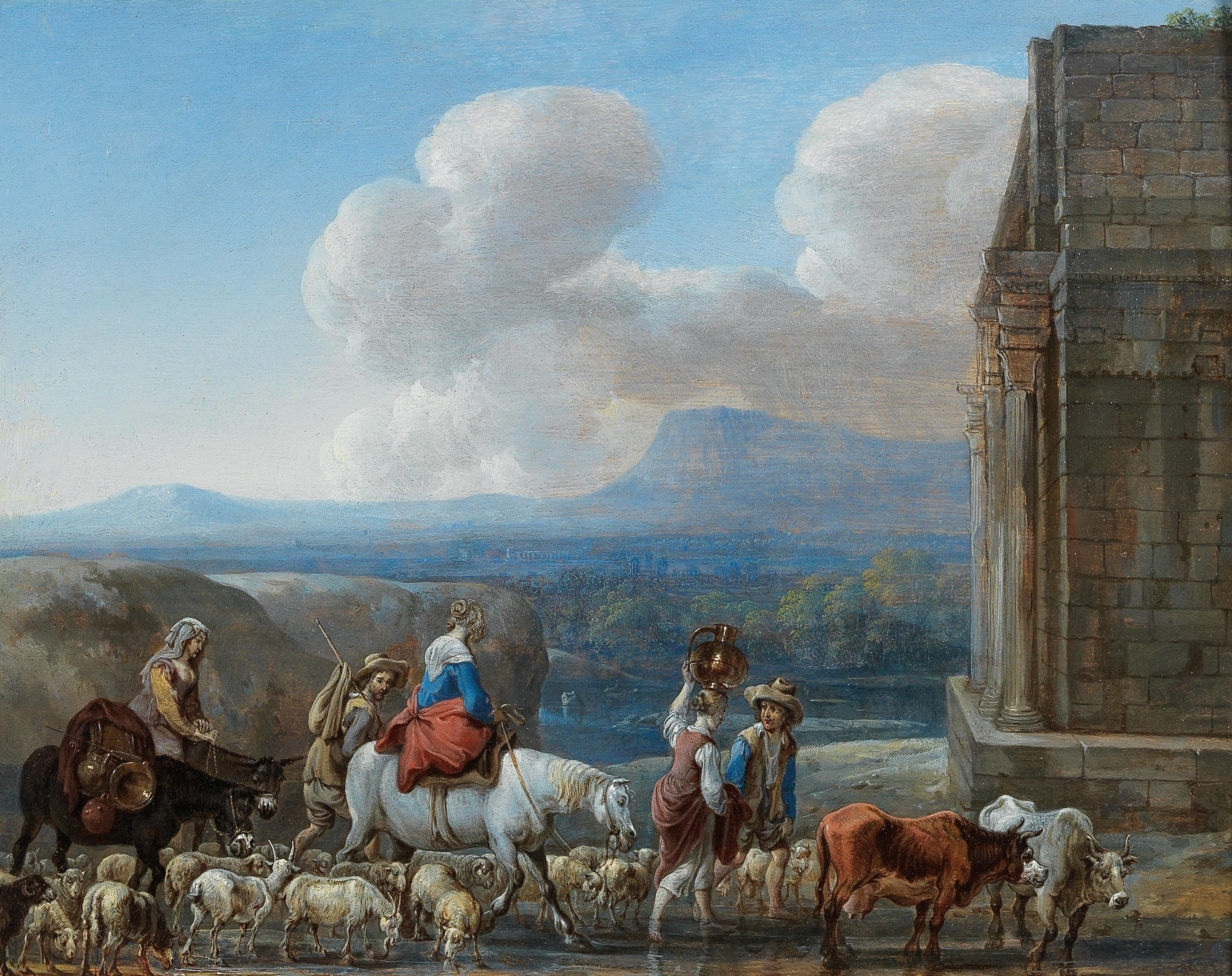
Pastori e viaggiatori con un arco trionfale nella campagna romana

I dipinti di ghirlande erano in genere collaborazioni tra uno specialista di nature morte e un pittore di figure. Poiché van den Hecke era un dotato pittore di figure, avrebbe potuto dipingere sia gli elementi di natura morta che le figure in alcuni dei suoi dipinti a ghirlanda. Questo potrebbe essere stato il caso di Madonna del Rosario in una ghirlanda (circa 1671, Kroměříž Archdiocesan Museum, Kroměříž, Repubblica Ceca). una collaborazione con lo stampatore di figure Jan Lievens in Ritratto di giovane uomo in una ghirlanda floreale (c. 1642-1644, Kunsthistorisches Museum).
Van den Hecke dipinse anche nature morte con cani nello stile di Jan Fyt e pronkstilleven (termine della lingua olandese che significa nature morte con oggetti "ornati, sontuosi o ostentati"), un genere inventato ad Anversa. Era particolarmente versato nel dipingere oro, argento, cristallo e porcellana.

### Paesaggi e scene militari
I suoi paesaggi includevano spesso scene di battaglia o militari con molte figure. I suoi paesaggi sono in uno stile italiano. Uno dei suoi dipinti raffiguranti Il mercato nella campagna romana era stato precedentemente attribuito al pittore fiammingo all'italiana Anton Goubau. Altri suoi paesaggi tendono alle scene di genere del gruppo di pittori fiamminghi e olandesi operanti a Roma conosciuti come Bamboccianti.  I Bamboccianti comprendevano la maggior parte degli artisti olandesi e fiamminghi che avevano ripristinato le tradizioni della raffigurazione di soggetti contadini dalla pittura olandese e fiamminga del Rinascimento, e che generalmente realizzavano dipinti di piccole dimensioni o incisioni della vita di tutti i giorni delle basse classi sociali di Roma e dell'agro romano.

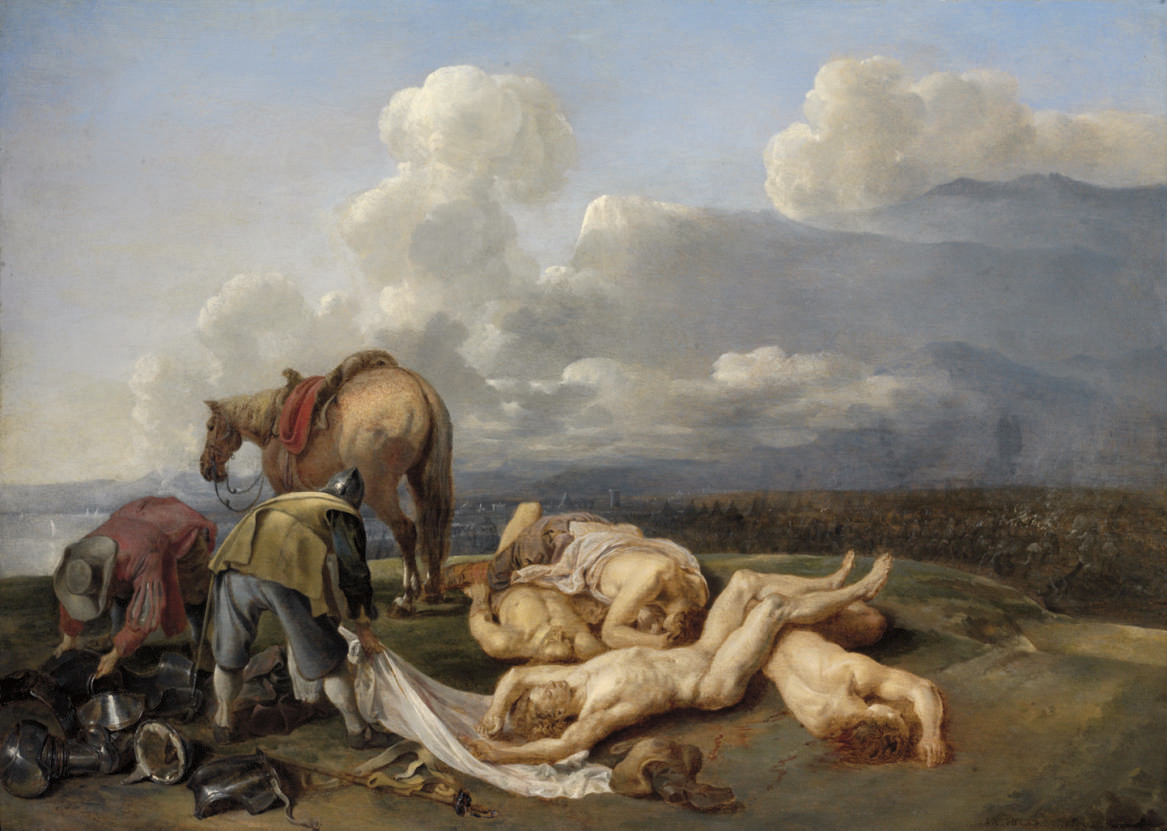
Le conseguenze della battaglia

### Stampe
Verso la metà degli anni 1650 realizzò numerose incisioni raffiguranti vari animali e scene di battaglia. Collaborò con altri stampatori a progetti editoriali. Nel 1654 realizzò i disegni per una serie di 10 lastre che vennero realizzate dall'incisore olandese Theodor van Kessel e intitolate Alcuni animali. Questa serie raffigurava vari animali. Pubblicò anche una serie di 11 stampe e un frontespizio denominati Zoographia (descrizione di animali), che rappresenta anche diversi animali ed è stato stampato nel 1656. Era dedicato al mecenate di van den Hecke a Roma, Paolo Giordano II Orsini, duca di Bracciano.
Realizzò un disegno topografico del castello di Reet che fu inciso da Jacob Neefs come illustrazione dell'opera dello storico di Anversa Jacob Le Roy, Notitia Marchionatus Sacri Romani Imperii (pubblicata ad Amsterdam da Albertus Magnus e stampata da Frans Lamminga, 1678), un libro con incisioni di immagini profane e religiose e paesaggi o luoghi d'interesse dei Paesi Bassi spagnoli.

## Note

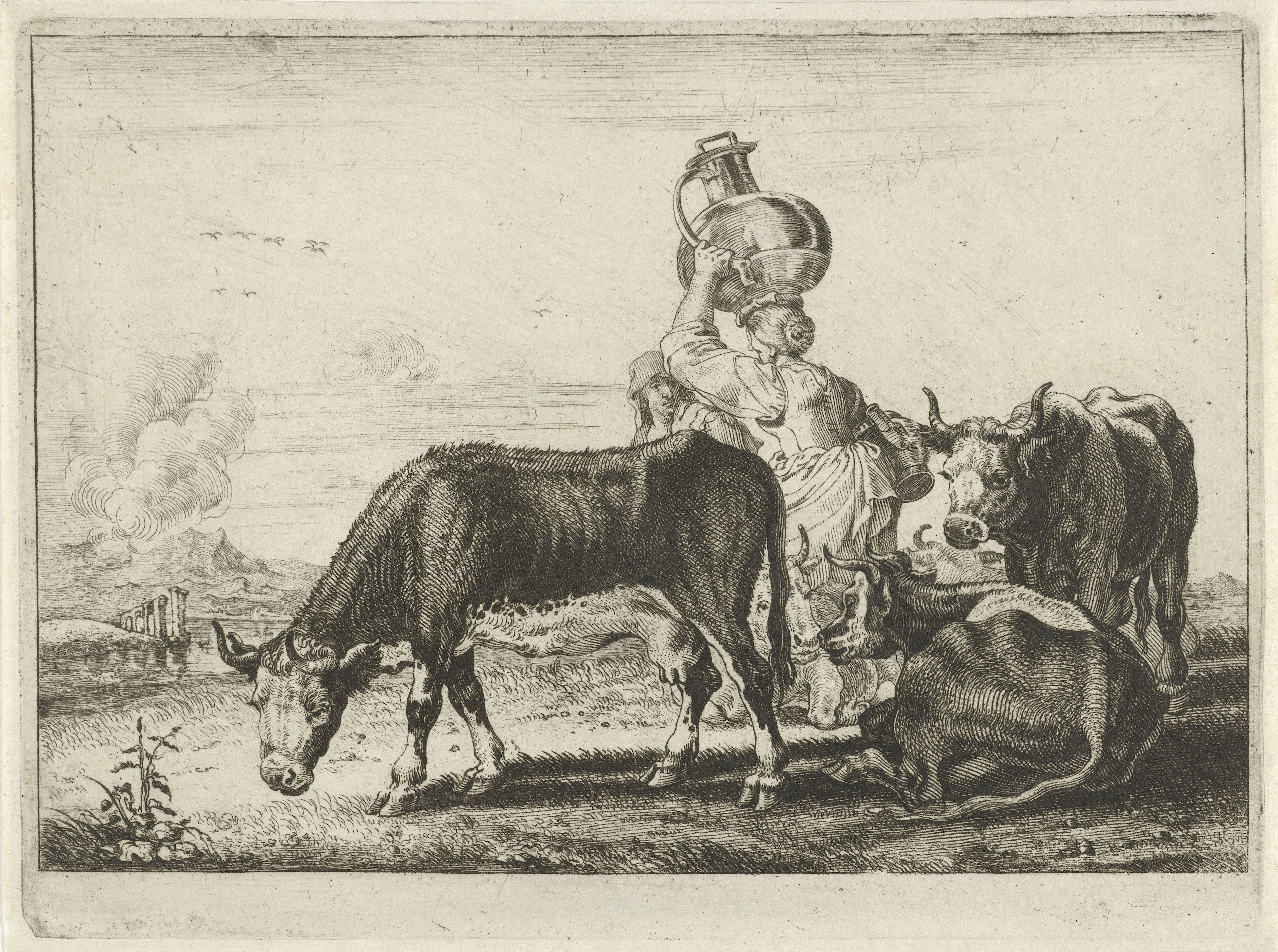
Mucche e due mungitrici